# The Noir Album
The Noir Album è il secondo album dei Belladonna, autoprodotto come l'esordio ma distribuito da una casa discografica, la Venus Dischi. Registrato negli Stati Uniti ai Radiostar Studios della produttrice Sylvia Massy (Tool, Skunk Anansie, e Johnny Cash), è uscito il 6 marzo 2009..
Il primo singolo dell'album Till Death Do Us Part uscito in aprile 2009 è stato in programmazione su Virgin Radio raggiungendo la 14ª posizione nella Virgin Chart. A fine è stato trasmesso da Radio Rai Uno il singolo Manhattan Tale.

## Tracce
1. Alchemical Romance – 3:22
2. Love Me Till I Die – 3:33
3. Phoenix Rising – 4:05
4. Till Death Do Us Part – 3:06
5. A Manhattan Tale – 3:59
6. My Golden Dawn – 3:38
7. Holy Flame – 3:55
8. What Lies Within – 4:12
9. Lust Never Sleeps – 3:00
10. The Best Tears Of Our Lives – 4:40
11. Pure Belladonna – 5:00

## Formazione
- Luana Caraffa – voce
- Dani Macchi – chitarra elettrica
- Alice Pelle – pianoforte e seconda voce
- Tam Scacciati – basso
- Alex Giuliani – batteria

## Singoli
- 'Till Death Do Us Part  (2009)
- Manhattan Tale  (2009)